# Miyake
Miyake (jap. 三宅町 Miyake-chō) – miasto w Japonii, na wyspie Honsiu, w prefekturze Nara. Według danych na rok 2020 miejscowość zamieszkiwało 6 439 mieszkańców , a gęstość zaludnienia wyniosła 1586 os./km².